# Tonaya (kommun)
Tonaya är en kommun i Mexiko.   Den ligger i delstaten Jalisco, i den södra delen av landet, 500 km väster om huvudstaden Mexico City. Antalet invånare är 5 557.
Följande samhällen finns i Tonaya:
- San Gabriel
- Tonaya
- Coatlancillo
- El Cerrito
- Los Asmoles
- Las Liebres
- Atarjeas de Covarrubias
- Las Higueras
- Amacuautitlán
- San Luis Tenango